# Mduduzi Sibiya
Mduduzi Clement Sibiya (ur. 17 listopada 1980) – suazyjski piłkarz grający na pozycji obrońcy. Od 2005 roku jest zawodnikiem klubu Young Buffaloes FC.

## Kariera klubowa
Swoją karierę piłkarską Sibiya rozpoczął w klubie Manzini Wanderers FC, w którym grał do 2005 roku. W sezonie 2002/2003 wywalczył z nim mistrzostwo kraju. W 2005 roku przeszedł do Young Buffaloes FC. Wraz z tym klubem dwukrotnie został mistrzem kraju w sezonach 2009/2010 i 2019/2020 oraz sześciokrotnie wicemistrzem w sezonach 2005/2006, 2007/2008, 2016/2017, 2017/2018, 2020/2021 i 2022/2023. Zdobył też dwa Puchary Eswatini w latach 2017 i 2018.

## Kariera reprezentacyjna
W reprezentacji Eswatini Sibiya zadebiutował 3 sierpnia 2002 w zremisowanym 0:0 towarzyskim meczu z Mauritiusem. Od 2002 do 2007 wystąpił w kadrze narodowej 19 razy.